# Paraesylacris candida
Paraesylacris candida är en skalbaggsart som beskrevs av Martins och Maria Helena M. Galileo 2001. Paraesylacris candida ingår i släktet Paraesylacris och familjen långhorningar. Inga underarter finns listade i Catalogue of Life.